# Gabriella Willems
Pour les articles homonymes, voir Willems (homonymie).
Gabriella Willems, née à Liège le 1er juillet 1997, est une judokate belge exerçant dans la catégorie des poids moyens (moins de 70 kg).

## Biographie
Gabriella Willems naît à Liège le 1er juillet 1997. Après avoir essayé des sports comme la natation, la gymnastique, la gymnastique rythmique ou le karaté, elle se destine finalement au judo.
Elle devient trois fois championne de judo de Belgique dans sa catégorie en 2016, 2017 et 2018.
Elle décroche la médaille d'argent aux finales du Grand Chelem, organisé par la Fédération internationale de judo, à Düsseldorf en 2020,. En 2021, elle se blesse au genou et rate les Jeux olympiques de Tokyo. Elle décroche deux nouvelles médailles d'argent aux finales des Grand Chelem à Bakou et à Abou Dabi en 2022.
En mars 2023, une blessure à l'épaule l'empêche de participer aux mondiaux. Elle se blesse de nouveau au genou en août 2023 et reprend l'entrainement en vue des championnats d'Europe.
En mai 2024, elle termine à la 5e place des Championnats du monde à Abou Dabi après avoir notamment battu la 4e mondiale Michaela Polleres au troisième tour. Ce résultat lui permet de se qualifier pour les Jeux olympiques de Paris.
Le 31 juillet 2024, elle remporte la médaille de bronze aux Jeux olympiques de Paris. Elle bat la Portoricaine María Pérez au premier tour et la numéro 2 mondiale Elisavet Teltsidou (en) au deuxième tour puis s'incline en quarts de finale contre l'Allemande Miriam Butkereit. En repêchage, elle bat la Française Marie-Ève Gahié, vice-championne du monde en titre, et finalement la numéro 5 mondiale néerlandaise Sanne van Dijke grâce à un sumi-gaeshi.

## Vie privée
Gabrielle Willems rencontre son compagnon, Christian Parlati (en), vice-champion du monde 2022 des moins de 90 kg en judo, lors de l’Euro U23 à Tel-Aviv (en) en 2016. Elle vit à Naples avec lui depuis la fin des jeux olympiques de Tokyo.

## Palmarès sportif

### Compétitions internationales
| Année | Compétition     | Lieu  | Résultat | Catégorie      |
| ----- | --------------- | ----- | -------- | -------------- |
| 2024  | Jeux olympiques | Paris | 3e       | Moins de 70 kg |

### Masters mondial, Tournois Grand Chelem et Grand Prix
| Année | Compétition  | Lieu       | Résultat | Catégorie      |
| ----- | ------------ | ---------- | -------- | -------------- |
| 2018  | Grand Prix   | Cancún     | 2e       | Moins de 70 kg |
| 2018  | Grand Prix   | La Haye    | 3e       | Moins de 70 kg |
| 2020  | Grand Chelem | Düsseldorf | 2e       | Moins de 70 kg |
| 2021  | Grand Chelem | Tbilissi   | 3e       | Moins de 70 kg |
| 2022  | Grand Chelem | Abou Dabi  | 2e       | Moins de 70 kg |
| 2022  | Grand Chelem | Bakou      | 2e       | Moins de 70 kg |
| 2023  | Grand Chelem | Tel Aviv   | 3e       | Moins de 70 kg |

## Distinction
- Médaille du Mérite wallon (M.M.W.) (2024)[13]